# 南部松小蠹诱剂
南部松小蠹诱剂，别名辛诱噁烷，化学名1,5-二甲基-6,8-二氧双环[3.2.1]辛烷，1969年在雄性西部松小蠹（Dendroctonus brevicomis ）尾部中发现，是一种天然存在的双环缩酮类有机化合物，它是小蠹亞科和象用作信息素的类萜。它可以8-苯基薄荷醇丙酮酸酯和5-溴-2-甲基-1-戊烯为原料经多步反应合成得到。